# Tom Kidd
Tom Kidd (død 1884) var en skotsk caddie og golfspiller, som i 1873 vandt The Open Championship, da mesterskabet for første gang blev spillet på St Andrews Links, som var Kidds hjemmebane. Ved den lejlighed var forholdene meget våde på grund af kraftig regn op til turneringen, og Kidds samlede score på 179 slag blev den højeste score i den periode, hvor mesterskabet blev afviklet over 36 huller. Det var første gang, at Kidd deltog i mesterskabet, og sejren indbragte ham en præmie på £ 11. Han deltog yderligere fire gange med en femteplads i 1879 som bedste resultat.
Kidd var en meget kraftfuld og langstslående men ikke særlig stilfuld golfspiller. Han var den første, som spillede med riflede blade på sine jern for at få mere backspin på slagene. Som instruktør lagde han især vægt på betydningen af grip og stance.